# イオン近江八幡ショッピングセンター
イオン近江八幡ショッピングセンターは、イオンリテール株式会社が運営する大型ショッピングセンターである。

## 概要
1991年（平成3年）に株式会社ニチイ（後のマイカル）が近江八幡サティを中心としたショッピングセンターのマイカル近江八幡として開業（現在の1番街・3番街）した。
2000年には2番街マイカルタウンとアクア21（運営:廿一駅南開発商業協同組合・2025年3月閉店）を開業したことで現在の1・2・3番街の体制となった。当初はビブレを出店する構想があったが、後に断念した。
2011年（平成23年）に株式会社マイカルがイオンリテール株式会社へ吸収合併されたことに伴い、3月1日にショッピングセンター名をイオン近江八幡ショッピングセンターと改称した。
1番街は、イオン近江八幡店を中心に専門店を展開し、イオンリテール株式会社が運営している。1F・フードコートもある。
2番街は、イオン専門店を中心に、ジョーシン・ダイソー・ライトオン・ワンズテラス・スタディオクリップなどが出店している。専門店には、4階の、イオンエンターテイメントが運営する、イオンシネマ近江八幡（2013年7月よりワーナー・マイカル・シネマズから継承）がある。建屋の東部分には、2025年3月まで廿一駅南開発商業協同組合がAQUA21として、専門店街を形成し、イオンリテール株式会社と共同運営していた。
3番街は、イオン近江八幡店の専門店として、イオンスポーツクラブ近江八幡店、保育所や学習塾が入居しており、イオンリテールが運営している。
JR西日本、近江鉄道近江八幡駅南口と1番街、2番街、3番街はペデストリアンデッキで直結している。
2020年8月頃から運営会社が再度イオンモール株式会社からイオンリテール株式会社に移管されている。
2025年3月2日をもって、2番街・AQUA21が閉店した。

### ギャラリー

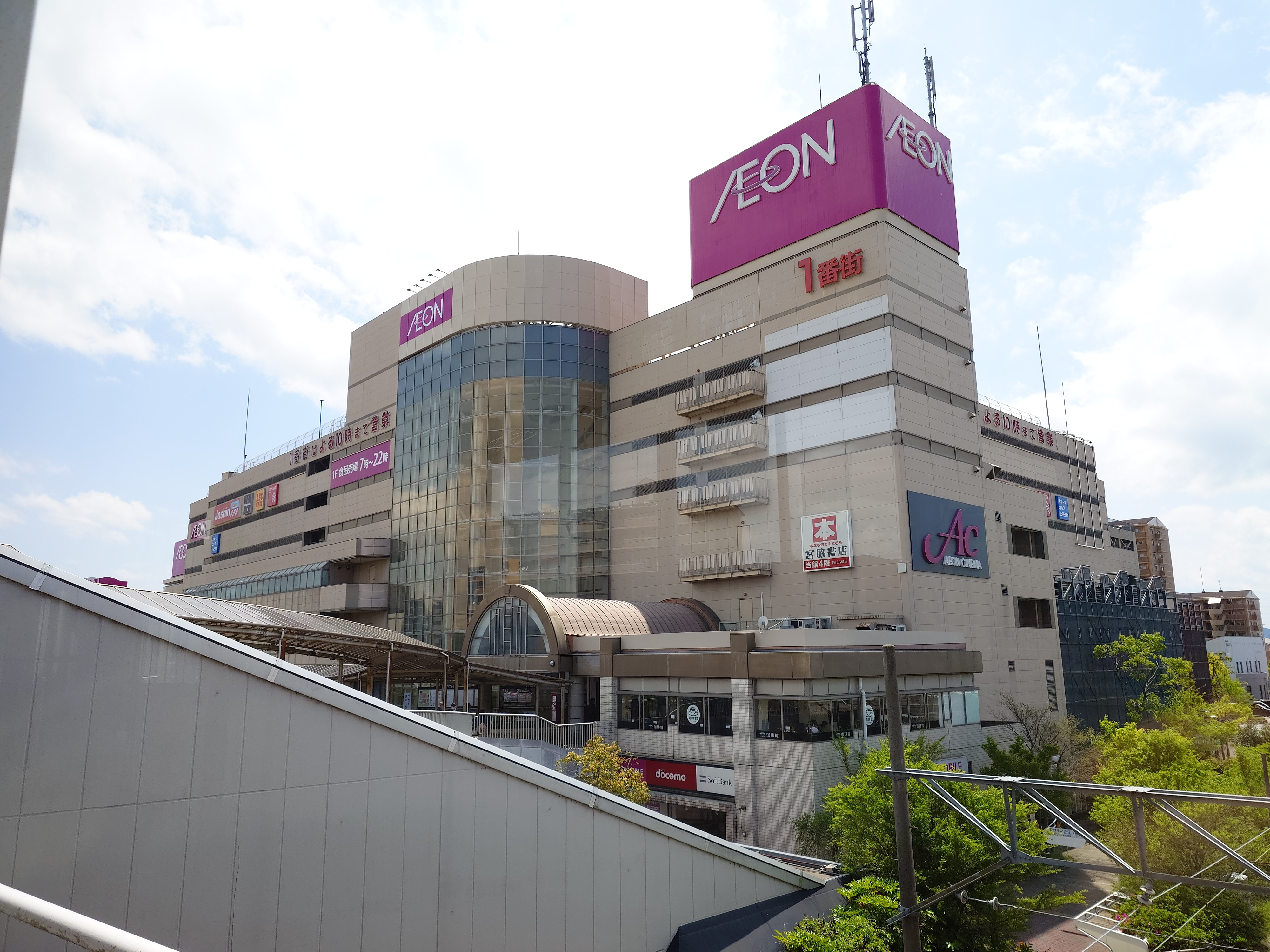
駅から見た1番街
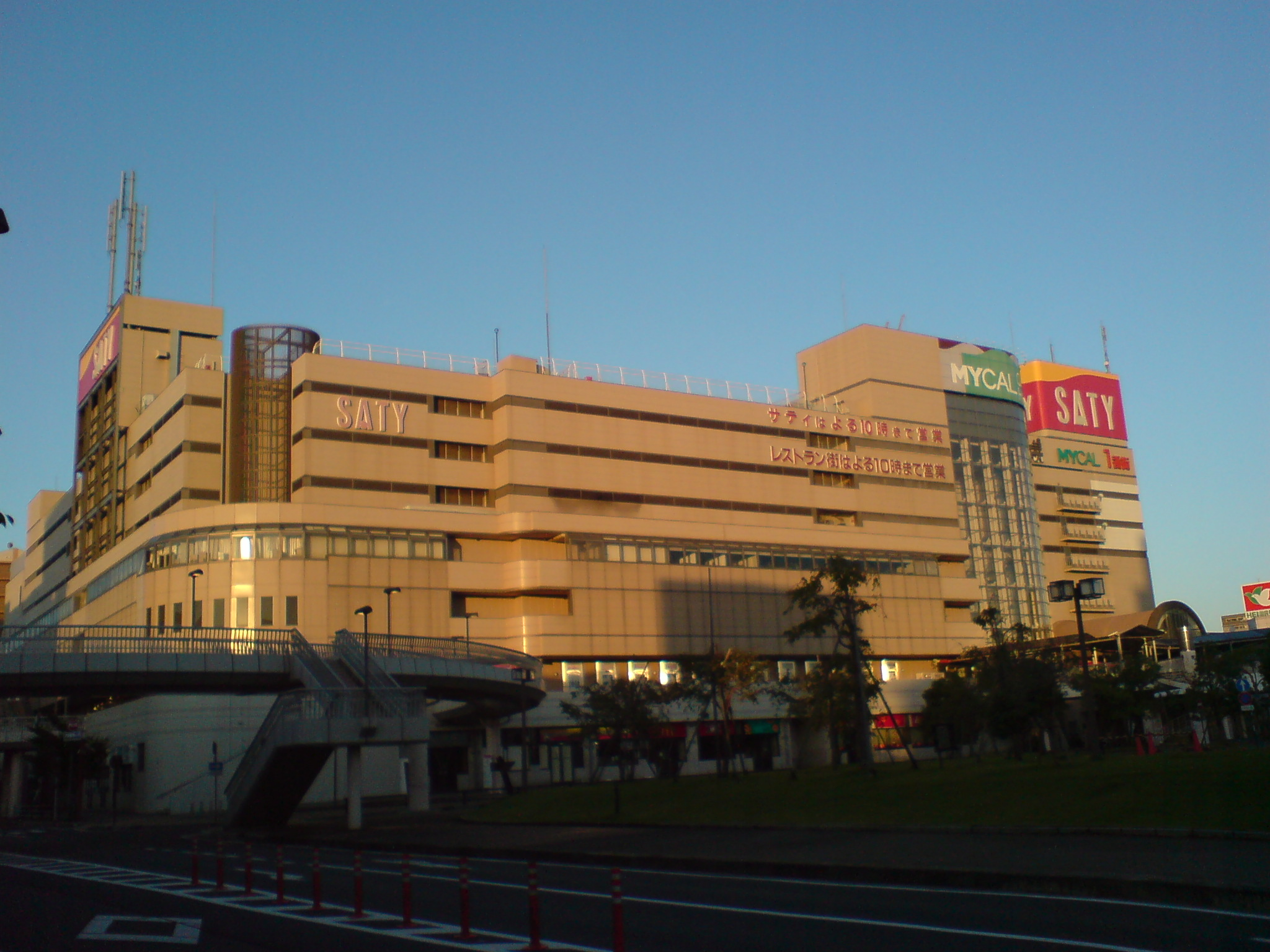
マイカル近江八幡時代の1番街
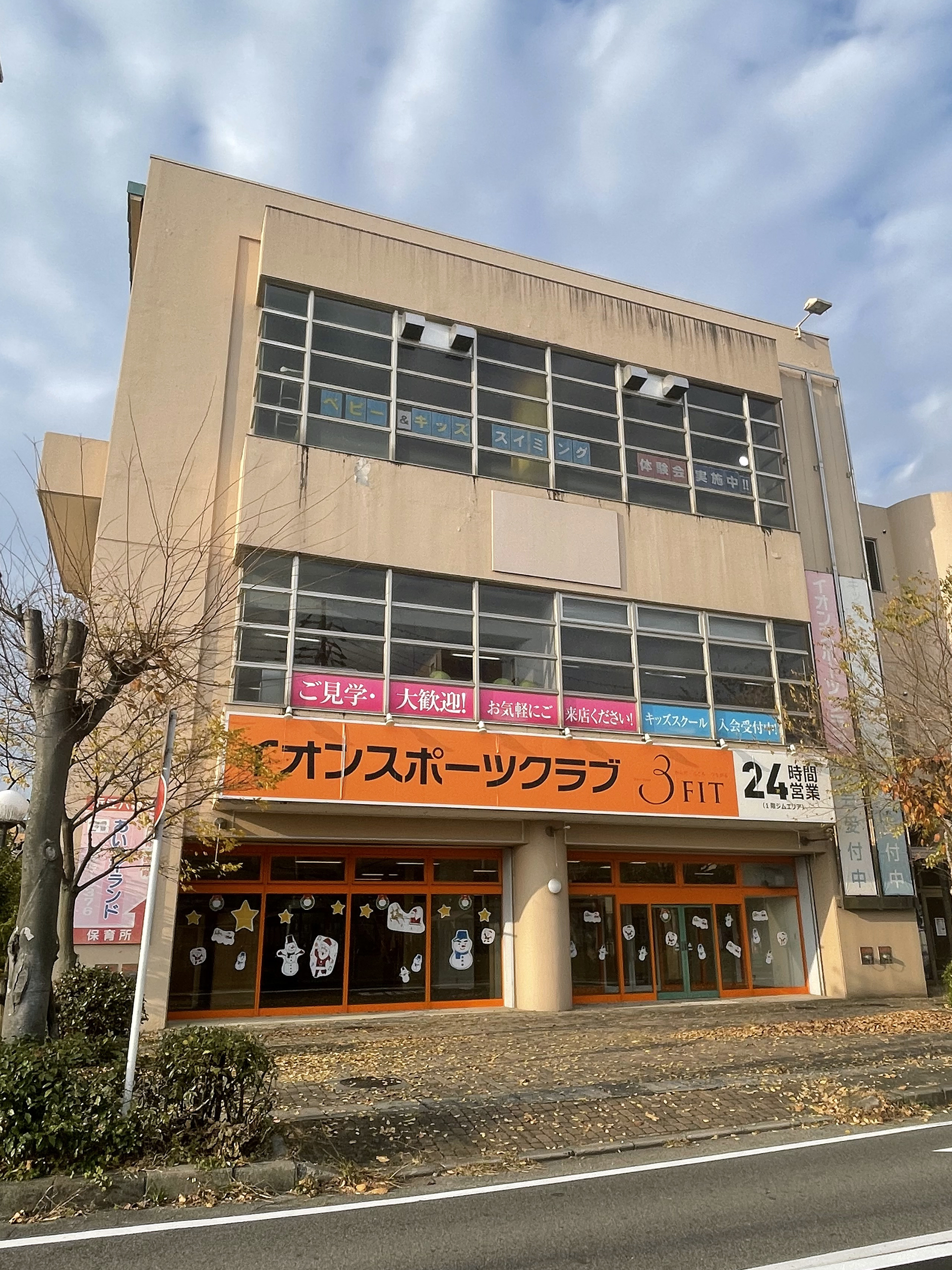
3番街
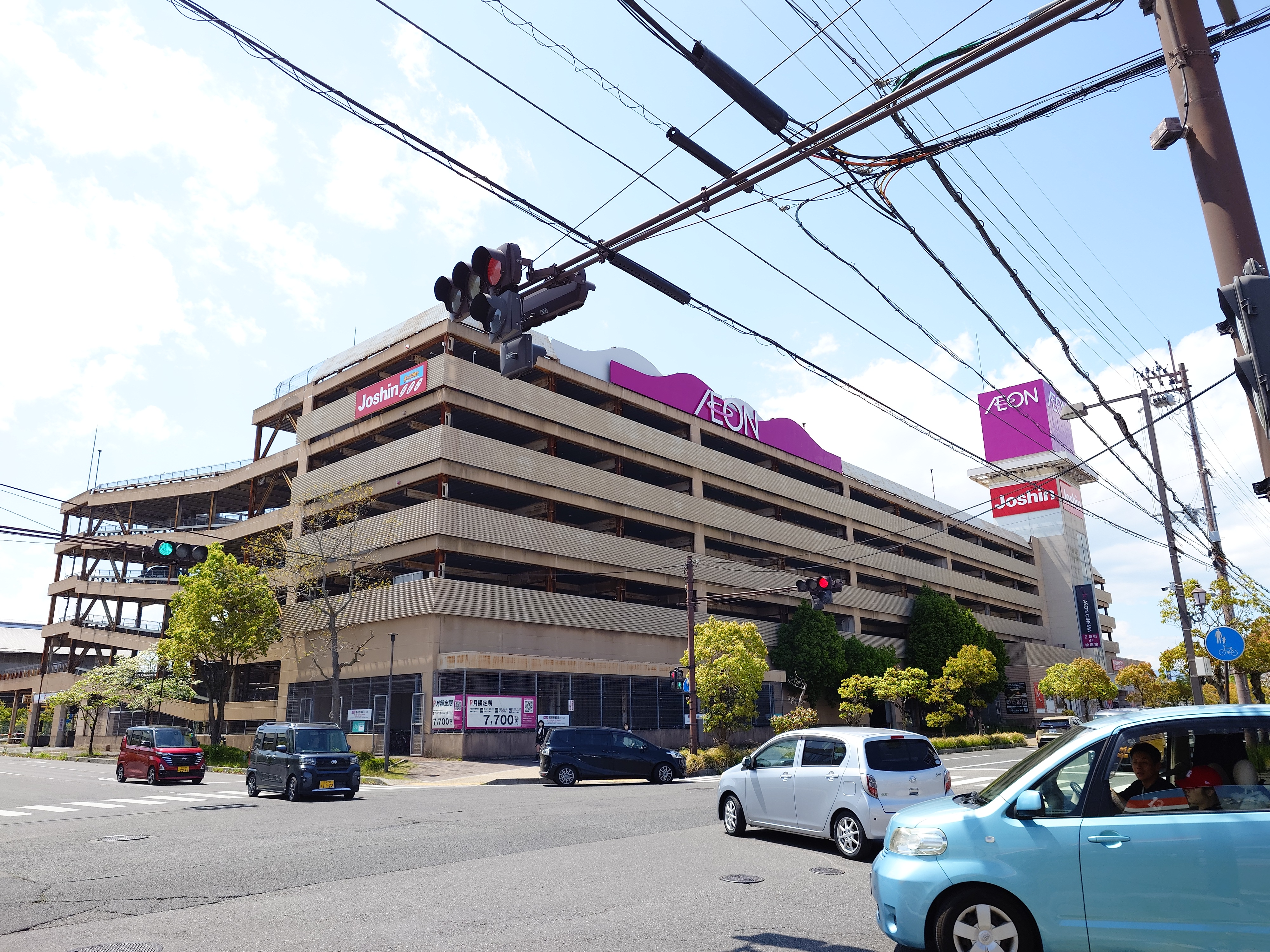
2番街・駐車場側
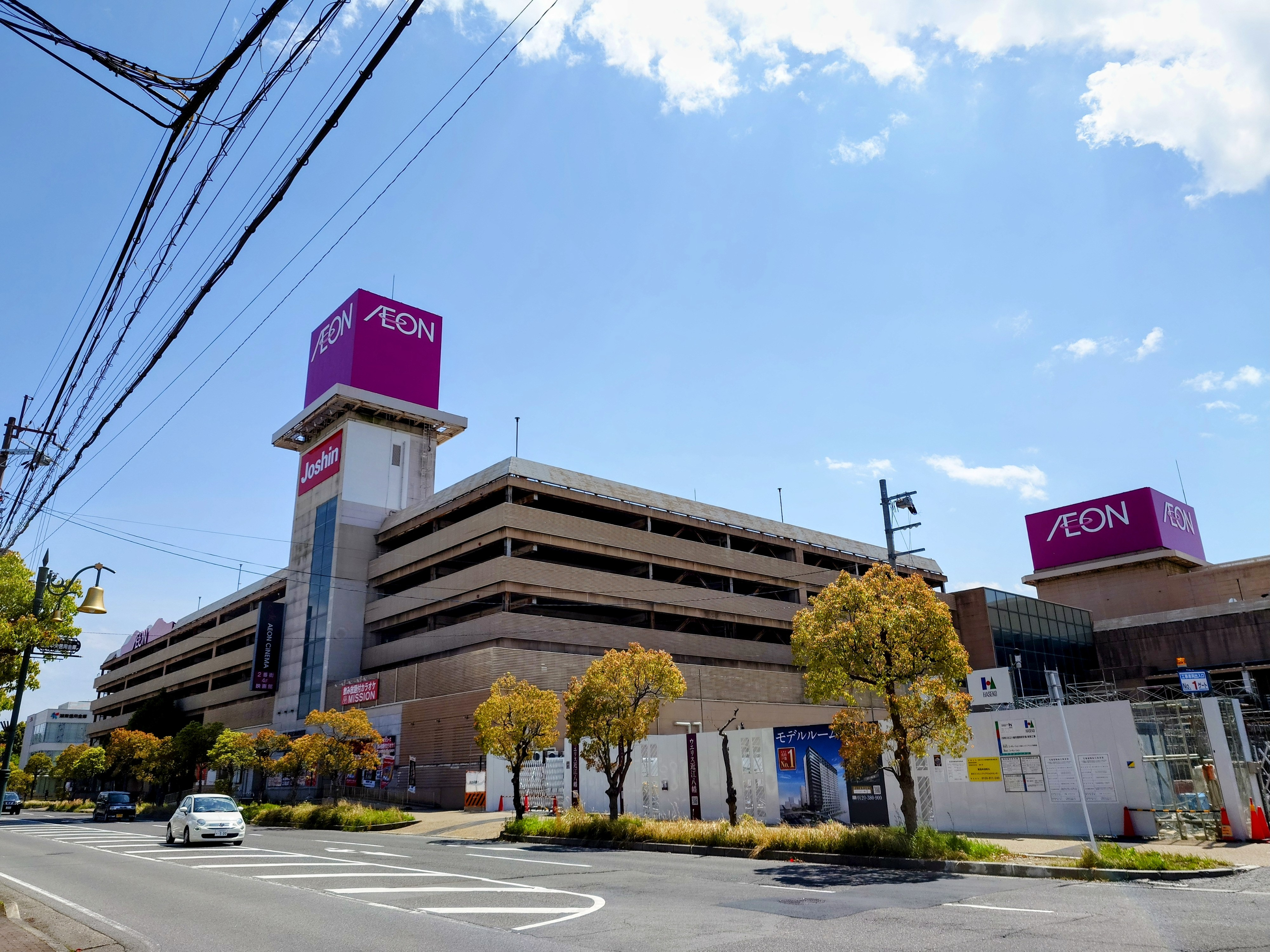
2番街・旧アクア21側
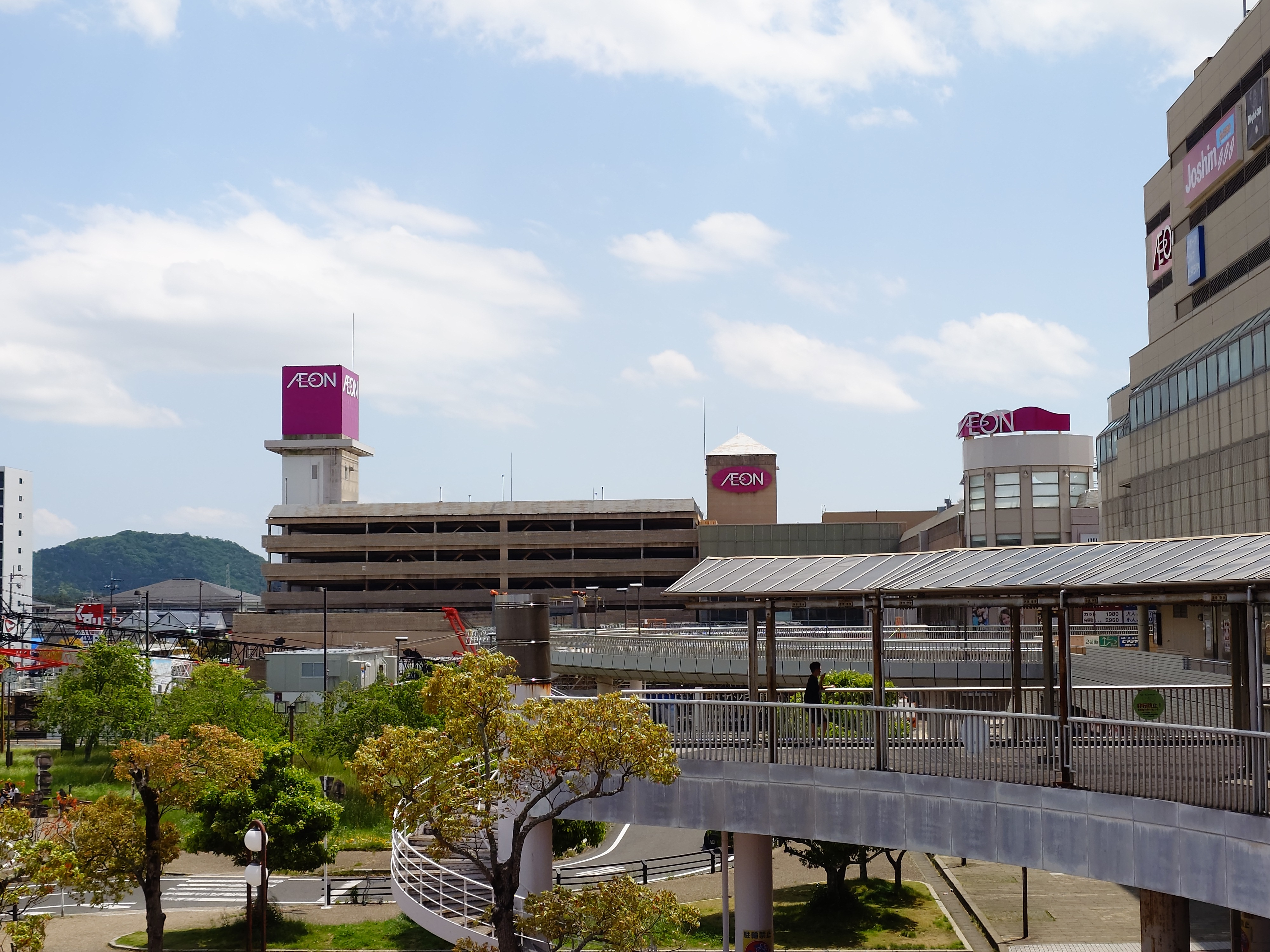
駅から見た2番街
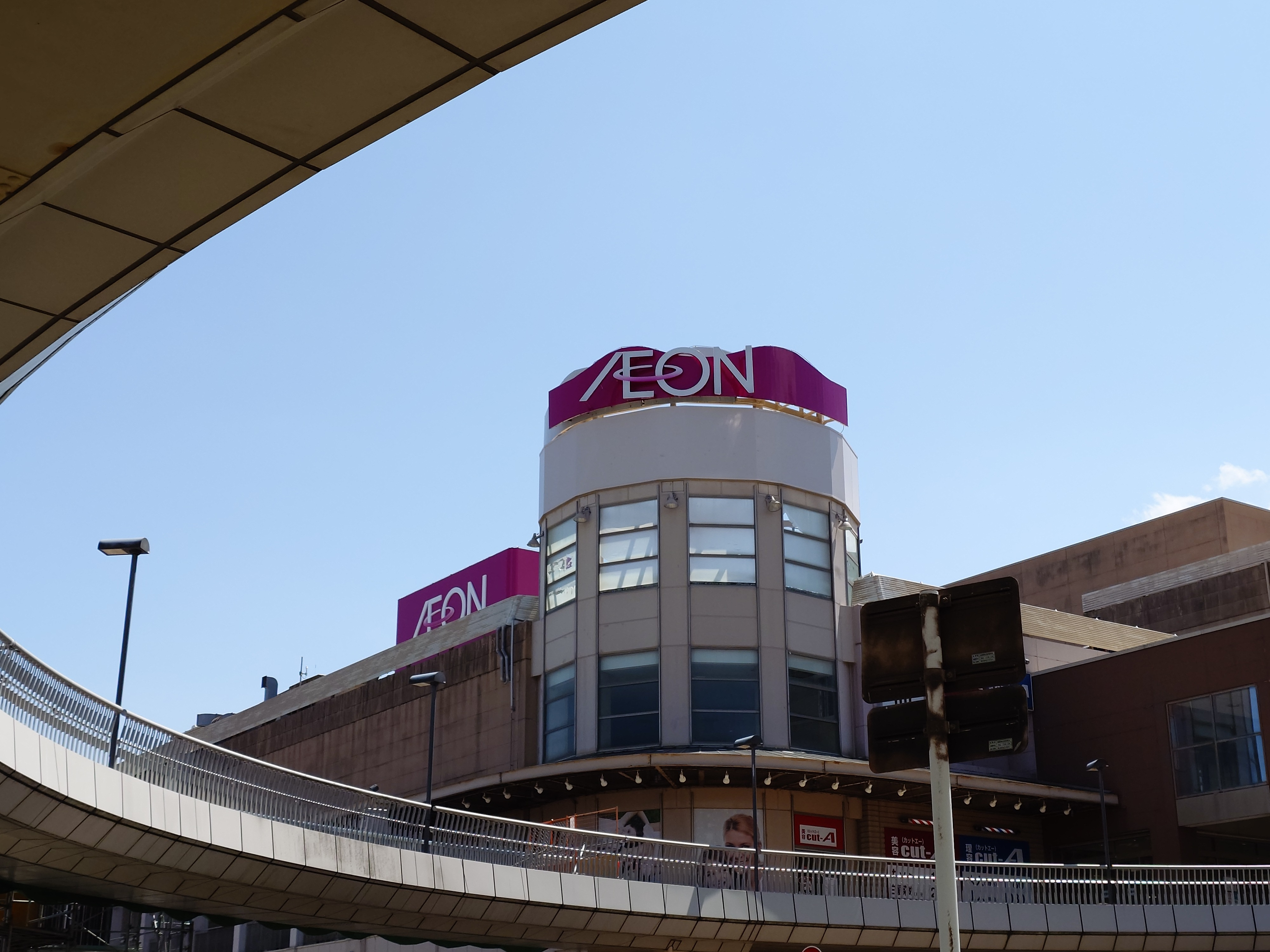
塗り替えられたマイカルの波々と撤去されたAQUA21ロゴ
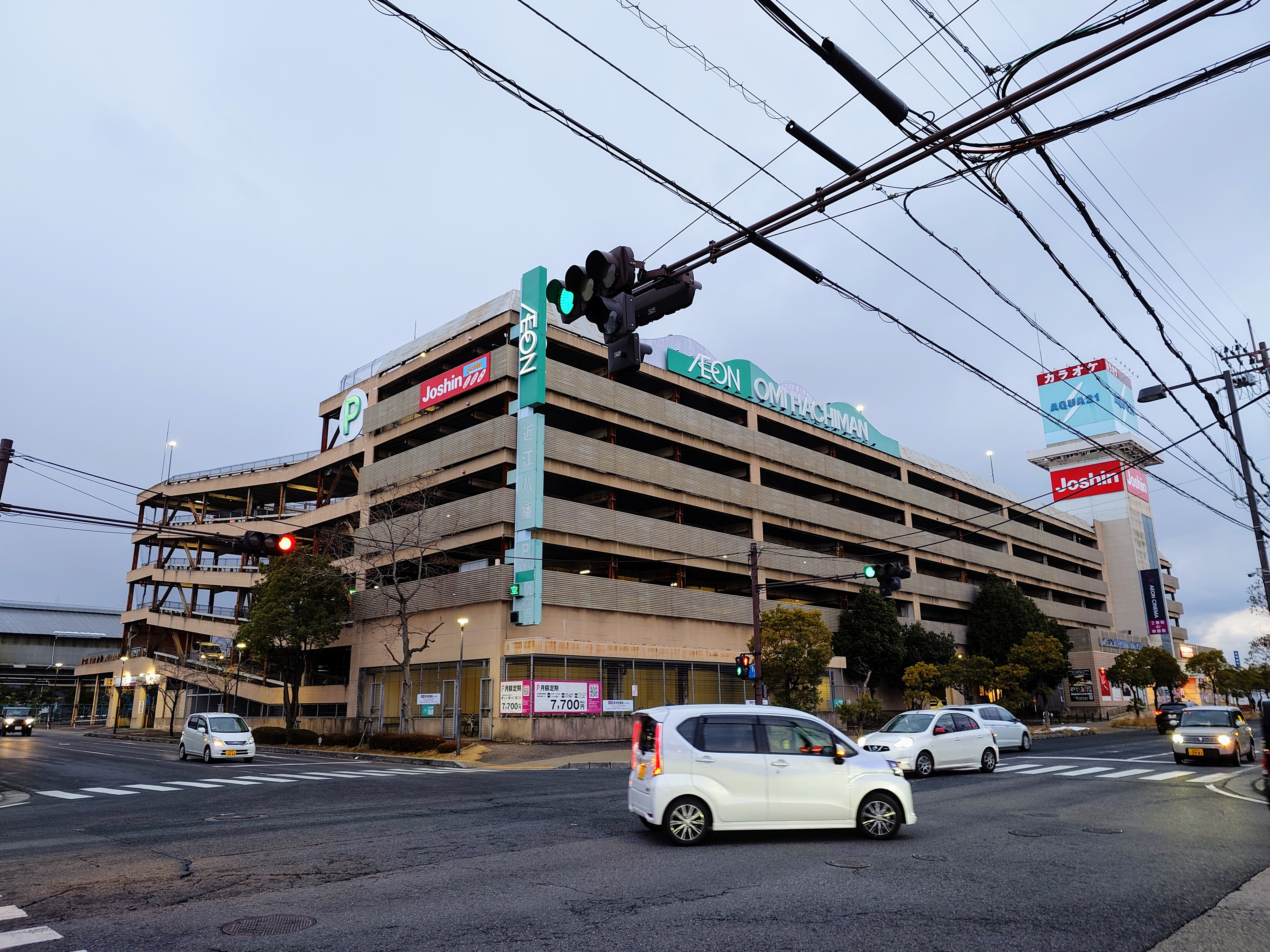
2番街・駐車場側（マイカル波々時代）
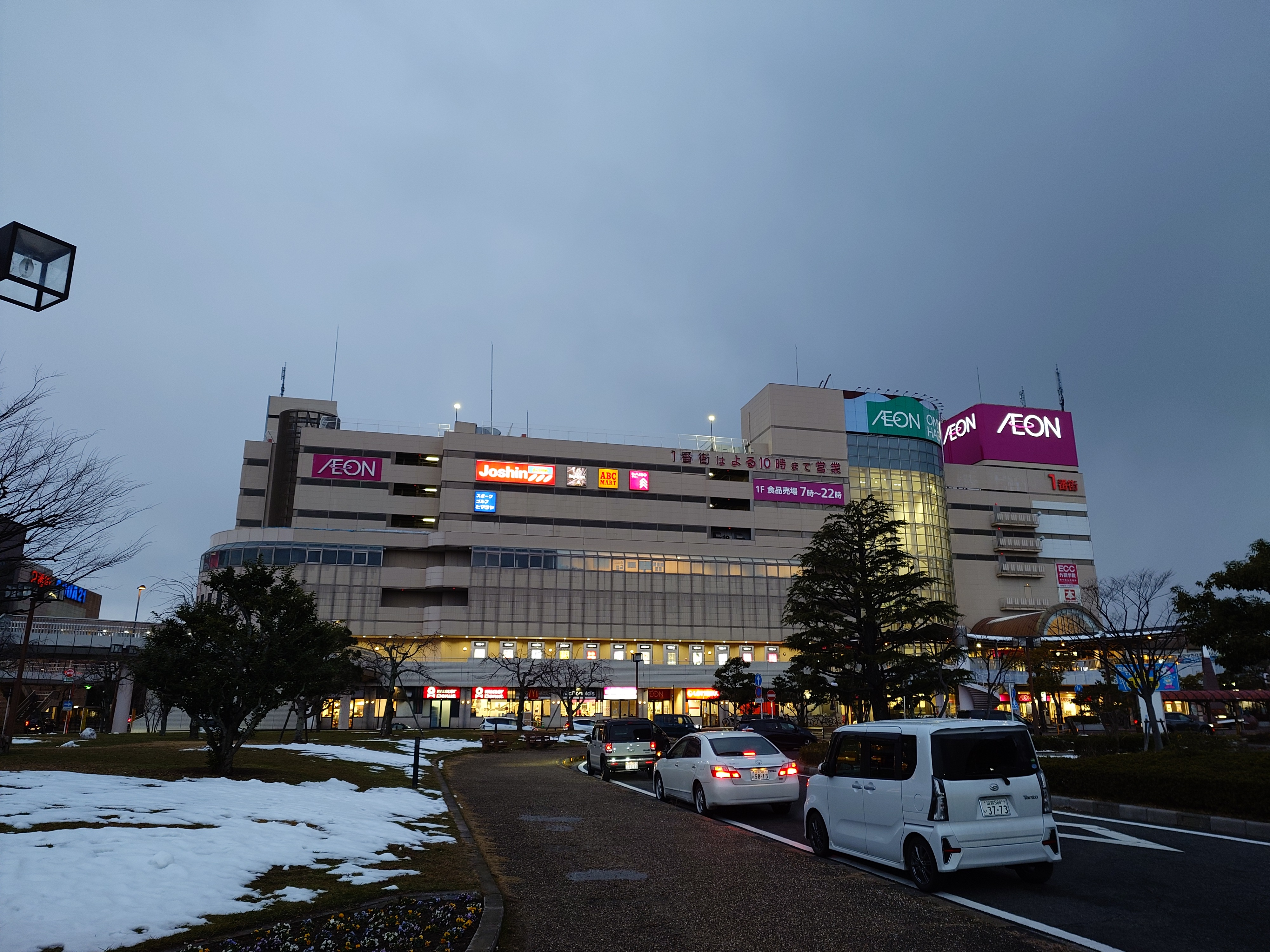
マイカル波々時代の1番街
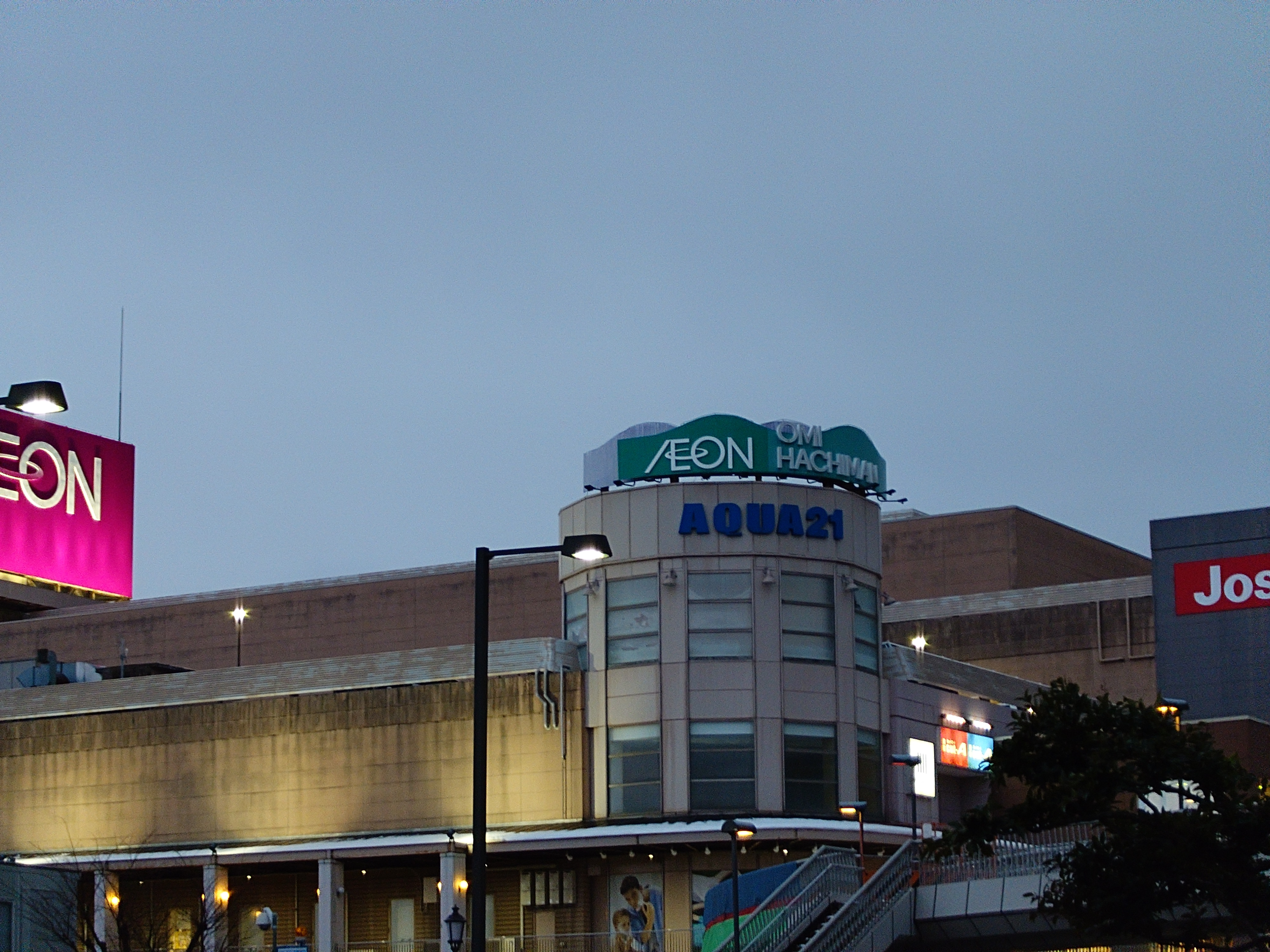
マイカル波々時代の2番街
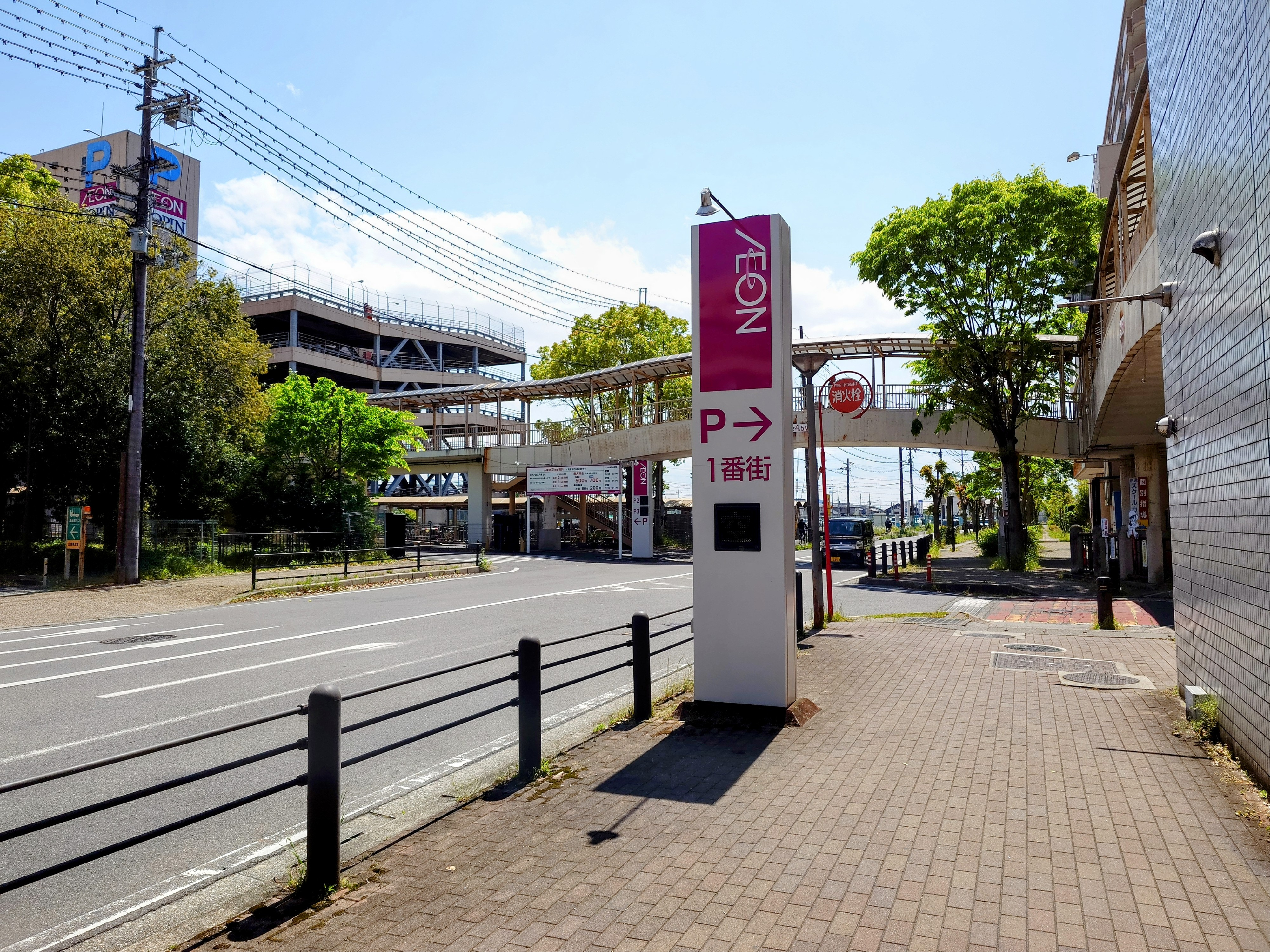
街区案内張り替え後
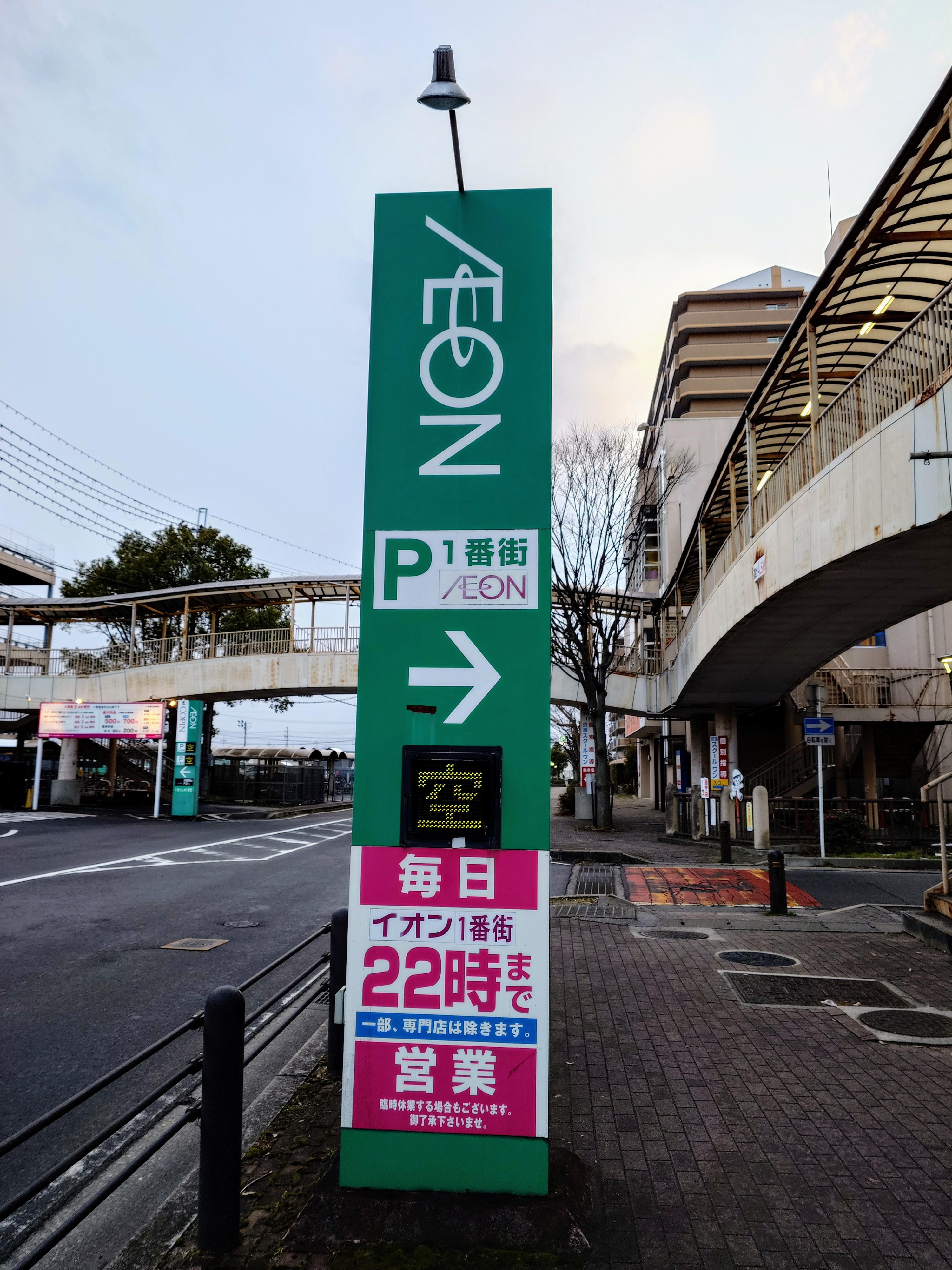
街区案内塗り替え前

## 沿革
- 1991年（平成3年）4月18日 - 1番街（近江八幡サティ）と3番街が開業[1]。
- 2000年（平成12年）10月6日 - 2番街（アクア21・ワーナー・マイカル・シネマズ）が開業[3]。
- 2007年（平成19年）3月1日 - 駐車場の管理運営をパーク24に委託し、タイムズ化。
- 2008年（平成20年）9月末 - P5駐車場（平面駐車場）を廃止し、P2駐車場1階部分を24時間営業へ変更。
- 2011年（平成23年）3月1日 - SC名称を「イオン近江八幡ショッピングセンター」、近江八幡サティを「イオン近江八幡店」へそれぞれ名称変更。
- 2012年（平成24年）
  - 1月3日 - P4駐車場（平面駐車場）を廃止。
  - 7月13日 - 1番街 イオン近江八幡店食品売場リニューアルオープン
  - 8月11日 - 1番街 食品売り場が朝7時開店になる。
  - 10月19日 - イオン近江八幡ショッピングセンター公式ホームページ開設。
  - 11月9日 - 2番街がリニューアルオープン（イオンの専門店一部を除く）[5]。
- 2013年（平成25年）
  - 2月1日 - 2番街イオン1階にタイトーステーションがオープンする。
  - 2月11日 - エディオンがアル・プラザ近江八幡に移転の為閉店する。
  - 7月1日 - ワーナー・マイカル・シネマズ近江八幡をイオンシネマ近江八幡に名称変更。
  - 9月27日 - エディオン跡にスポーツ用品店のヒマラヤがオープンする。
  - 11月1日 - 管理及び運営をイオンモール株式会社に委託[6]。
- 2020年（令和2年）- 1番街・2番街で大規模リニューアル工事を実施。
- 2022年（令和4年）
  - 3月17日 - 駐車場の管理運営をピットデザイン株式会社に委託し、スマートパーク化。
  - 4月22日 - ジョーシンが2番街3階にオープン（近江八幡店の移転）[7]
- 2024年
  - 4月〜5月頃 - イオンシネマ近江八幡リニューアル
- 2025年
  - 3月2日：2番街のうち、アクア21専門店街が閉店
  - 4月末：マイカル時代からあった看板の多くが塗り替え・撤去

## テナント
最新のテナント一覧については公式サイト内のショップリストを参照。
- イオン近江八幡店（1番街）
- 宮脇書店（1番街・4F）
- ヒマラヤ（2番街・1F）
- ジョーシン[7]（2番街・3F）
- ダイソー（2番街・3F）
- イオンシネマ近江八幡（2番街・4F）
- イオンスポーツクラブ近江八幡店（3番街・2F）
- ライトオン（2番街・2F）
- ヴィレッジヴァンガード（2番街・2F）
- ABCマート（2番街・2F）

## フロア構成
| コパン近江八幡・日本カーボン・イオン駐車場 |                                                  | 3番街                                    |                                                        | 1番街                                               |                 | 2番街                                                       | 2番街・立体駐車場 |
|                                            |                                                  |                                          |                                                        | RF・屋上駐車場                                      |                 |                                                             |                   |
| 7F・屋内駐車場                             |                                                  |                                          |                                                        |                                                     |                 |                                                             |                   |
| 6F・屋内駐車場                             |                                                  |                                          |                                                        |                                                     |                 |                                                             |                   |
| RF 屋上駐車場                              | 5F・屋内駐車場                                   | RF 屋上駐車場                            |                                                        |                                                     |                 |                                                             |                   |
| 5F・立体駐車場                             | 4F・暮らしの品のフロア                           | 4F・イオンシネマ・RF屋上駐車場           | 5F・立体駐車場                                         |                                                     |                 |                                                             |                   |
| 4F・立体駐車場                             | 3F・紳士ファッションとキッズ・ベビー用品のフロア | 連絡通路                                 | 3F・ファミリーファッション・グッズ・カルチャーのフロア | 4F・ 立体駐車場                                     |                 |                                                             |                   |
| 3F・立体駐車場                             | 3F・紳士ファッションとキッズ・ベビー用品のフロア | 連絡通路                                 | 3F・ファミリーファッション・グッズ・カルチャーのフロア | 3階 イオンスポーツクラブ                            | 3F・ 立体駐車場 |                                                             |                   |
| 2F・立体駐車場                             | 連絡通路                                         | 2階 イオンスポーツクラブ                 | 連絡通路                                               | 2F・婦人ファッションとヘルス&ビューティケアのフロア | 連絡通路        | 2F・レディスファッション・グッズのフロア                    | 2F・立体駐車場    |
| 1F・立体駐車場                             |                                                  | 1階 イオンスポーツクラブ・保育園・学習塾 |                                                        | 1F・食品のフロア                                    | 連絡歩道        | 1F・ ライフスタイル・レストラン・エンターテイメントのフロア | 1F・立体駐車場    |

## アクセス
- JR東海道本線（琵琶湖線）および近江鉄道八日市線（万葉あかね線）近江八幡駅

南口2階から直結。